# Eugen Wilhelm Pfizenmayer

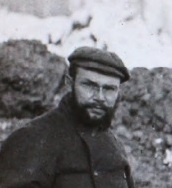
Eugen Pfizenmayer am Berjosowka-Mammut-Fundort 1901

Eugen Wilhelm Pfizenmayer (in Russland russisch Ойген (Евгений) Вильгельм Васильевич Пфиценмайер; * 27. August 1869 in Bebenhausen; † 20. Dezember 1941 in Ulm) war ein württembergisch-russischer Paläontologe und Zoologe.

## Leben
Pfizenmayer arbeitete ab 1897 am Zoologischen Museum Sankt Petersburg. 1901 nahm er die russische Staatsbürgerschaft an. 1901 gehörte er als Präparator zu der von Otto Herz (1856–1905) geleiteten Expedition der Akademie der Wissenschaften, die den 1900 an der Berjosowka gefundenen Wollhaarmammutkadaver untersuchte. Pfizenmayer zerlegte den Kadaver und sorgte für dessen Transport zunächst nach Irkutsk und dann mit der Eisenbahn nach Sankt Petersburg. Unterwegs sammelte er sibirische Säugetiere für das Zoologische Museum Sankt Petersburg. Er beschrieb auch den Jakutischen Laika. Seit 1903 wird das Berjosowka-Mammut als Dermoplastik im Zoologischen Museums Sankt Petersburg gezeigt. 

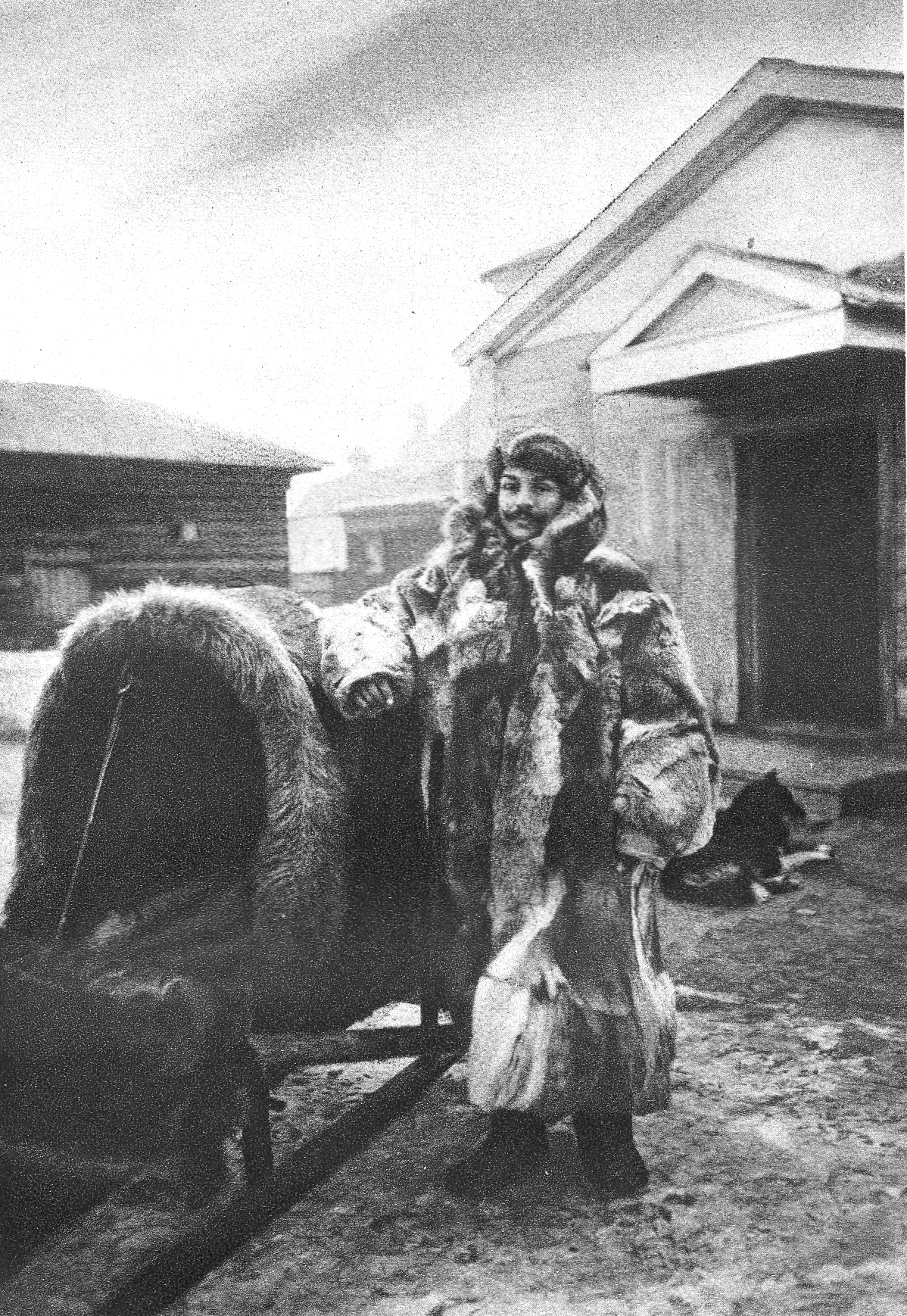
Pfizenmayer 1908 in Jakutsk

1908 reiste Pfizenmayer an den Fluss Sanga-Jurjach in Jakutien, wo er gemeinsam mit Konstantin Wollossowitsch einen weiteren Mammutkadaver barg (siehe Sanga-Jurjach-Mammut). Der Fund war zwar weniger vollständig, an seinem Kopf befand sich aber der gut erhaltene Rüssel, der beim Berjosowka-Mammut gefehlt hatte. Beide Funde zusammen gaben erstmals ein vollständiges Bild vom Aussehen des Wollhaarmammuts. Nach seiner Rückkehr wurde Pfizenmayer Leiter des Zoologischen Museums in Tiflis. 
Im Ersten Weltkrieg wurde er 1916 verhaftet und der Spionage beschuldigt. 1917 wurde er ausgewiesen, so dass er nach Deutschland zurückkehren musste. Er fand eine Anstellung bei der Württembergischen Naturaliensammlung, dem heutigen Staatlichen Museum für Naturkunde in Stuttgart.
Pfizenmayer beschrieb seine Beobachtungen und Erlebnisse in Sibirien und Kaukasien in mehreren Büchern. 1926 veröffentlichte er sein zentrales Werk Mammutleichen und Urwaldmenschen in Nordost-Sibirien. Die russische Übersetzung erschien 1928. Es folgten Übersetzungen ins Englische, Japanische und Ungarische. 1929 veröffentlichte er Darstellungen des Jagd- und Volkslebens im Kaukasus. Auch beschrieb er den Kaukasuswisent. Der Jakutische Elch trägt den wissenschaftlichen Namen Alces alces pfizenmayeri.

## Werke
- Bastardierungen von Cavicorniern in Transkaukasien. In: Sitzungsberichte der Gesellschaft Naturforschender Freunde zu Berlin. 1920, S. 154–167 (zobodat.at [PDF; 1,9 MB]).
- Mammutleichen und Urwaldmenschen in Nordost-Sibirien. F. A. Brockhaus, Leipzig 1926.
- Jagd- und Volksbilder aus dem Kaukasus. A. Bonz & Comp., Stuttgart 1928.
- Biologische und morphologische Notizen über den Kaukasuswisent. In: Abhandlungen der Bayerischen Akademie der Wissenschaften – Mathematisch-naturwissenschaftliche Klasse. Suppl. 1929, S. 495–504 (zobodat.at [PDF; 20,7 MB]).